# Batomys salomonseni
Batomys salomonseni es una especie de roedor de la familia Muridae.

## Distribución geográfica
Son endémicos de Mindanao, Dinagat, Leyte y Biliran (Filipinas). 